# Guido Corradi

Stemma primitivo della famiglia Corradi-Gonzaga sino al 1328

Guido (Corrado) Corradi (o Corradi da Gonzaga) (Gonzaga?, ... – Mantova, 1318) è stato un politico italiano.

## Biografia
Figlio di Richilde Pedroni e di Antonio Corradi, ricco possidente terriero, e nipote di Filippo Corradi, capostipite della famiglia, Corrado de Corradis de Gonzaga era originario presumibilmente della cittadina di Gonzaga. Apparteneva alla famiglia Corradi-Gonzaga che diede origine ai Gonzaga, signori di Mantova dal 1328 al 1708.
Amico dei Bonacolsi, signori di Mantova, crebbe di prestigio quando stipulò patti di amicizia con le città vicine a Mantova.

## Discendenza
Guido Corradi sposò in prime nozze Estrambina di San Martino, figlia di Strambino, dei conti San Martino di Strambino ed ebbe cinque figli:
- Abramino, giureconsulto;
- Luigi (1268-1360), divenne primo capitano del popolo di Mantova. Fu il fondatore della dinastia dei Gonzaga;
- Gualtiero, giureconsulto;
- Petronio (Piergiovanni o Petrozzano) (?-1348), canonico della cattedrale di Como nel 1288. Nel 1339 fu vicario della cattedrale di Mantova. Ebbe da Bonacura tre figli naturali: Abramino, Alidusio e Filippino[2]. Andrea (?-1458), figlio di Abramino, fu valente notaio e procuratore in molte cause dei Gonzaga, signori di Mantova;
- Gentile
- Mabelona, sposò Pietro Bonacolsi.[2]

Sposò in seconde nozze Tommasina di Ottobuono da Oculo, nobile mantovana, dalla quale non ebbe figli, ma portò in dote ricchi possedimenti in Marmirolo.

## Genealogia essenziale
|                             |  |
| Filippo Corradi XII secolo  |  |
|                             |  |
|                             |  |
| Abramino Corradi 1165?-1210 |  |
|                             |  |
|                             |  |
| Guidone Corradi ?-1271/1272 |  |
|                             |  |
|                             |  |
| Antonio Corradi ?-1283      |  |
|                             |  |
|                             |  |
| Guido Corradi ?-1318        |  |
|                             |  |
|                             |  |
| Luigi I Gonzaga 1268-1360   |  |
|                             |  |
|                             |  |
| CASA GONZAGA                |  |

## Ascendenza
|                   |   |   | Genitori |  |  | Nonni |  |  | Bisnonni         |  |  | Trisnonni       |  |
|                   |   |   |          |  |  |       |  |  | Abramino Corradi |  |  | Filippo Corradi |  |
|                   |   |   |          |  |  |       |  |  | Abramino Corradi |  |  | Filippo Corradi |  |
|                   |   | … |          |  |  |       |  |  | Abramino Corradi |  |  |                 |  |
| Guidone Corradi   |   |   |          |  |  |       |  |  | Abramino Corradi |  |  |                 |  |
|                   |   | … | …        |  |  |       |  |  |                  |  |  |                 |  |
|                   |   | … | …        |  |  |       |  |  |                  |  |  |                 |  |
|                   |   | … | …        |  |  |       |  |  |                  |  |  |                 |  |
| Antonio Corradi   |   | … |          |  |  |       |  |  |                  |  |  |                 |  |
|                   |   | … | …        |  |  |       |  |  |                  |  |  |                 |  |
|                   |   | … | …        |  |  |       |  |  |                  |  |  |                 |  |
|                   |   | … | …        |  |  |       |  |  |                  |  |  |                 |  |
| …                 |   | … |          |  |  |       |  |  |                  |  |  |                 |  |
|                   |   | … | …        |  |  |       |  |  |                  |  |  |                 |  |
|                   |   | … | …        |  |  |       |  |  |                  |  |  |                 |  |
|                   |   | … | …        |  |  |       |  |  |                  |  |  |                 |  |
| Guido Corradi     |   | … |          |  |  |       |  |  |                  |  |  |                 |  |
|                   | … | … |          |  |  |       |  |  |                  |  |  |                 |  |
|                   | … | … |          |  |  |       |  |  |                  |  |  |                 |  |
|                   | … | … |          |  |  |       |  |  |                  |  |  |                 |  |
| Ugone de' Pedroni | … |   |          |  |  |       |  |  |                  |  |  |                 |  |
|                   |   | … | …        |  |  |       |  |  |                  |  |  |                 |  |
|                   |   | … | …        |  |  |       |  |  |                  |  |  |                 |  |
|                   |   | … | …        |  |  |       |  |  |                  |  |  |                 |  |
| Richilde Pedroni  |   | … |          |  |  |       |  |  |                  |  |  |                 |  |
|                   |   | … | …        |  |  |       |  |  |                  |  |  |                 |  |
|                   |   | … | …        |  |  |       |  |  |                  |  |  |                 |  |
|                   |   | … | …        |  |  |       |  |  |                  |  |  |                 |  |
| …                 |   | … |          |  |  |       |  |  |                  |  |  |                 |  |
|                   |   | … | …        |  |  |       |  |  |                  |  |  |                 |  |
|                   |   | … | …        |  |  |       |  |  |                  |  |  |                 |  |
|                   |   | … | …        |  |  |       |  |  |                  |  |  |                 |  |
|                   |   | … |          |  |  |       |  |  |                  |  |  |                 |  |